# قوائم أصحاب مناصب
هذه قوائم بـ شاغل المنصب  (الأفراد الذين يشغلون مناصب أو مناصب)، بما في ذلك رؤساء الدول أو الكيانات دون الوطنية.
يركز الترتيب التاريخي، علم الأرشفة، على دراسة أصحاب المناصب السابقة والحالية.
يمكن العثور على شاغلي المناصب أيضًا في مقالات البلدان (المقال الرئيسي و «سياسة») وقائمة القادة الوطنيين، التغييرات الأخيرة في السياسة والحكم في 2020 ، والقادة السابقون في قوائم قادة الدول حسب السنة وحكام المستعمرات حسب السنة.
قوائم مجموعة مقالات متنوعة حسب العنوان أو الوظيفة أو الموضوع: على سبيل المثال التنازل، الأشخاص المقتولون، مجلس الوزراء، المستشار، الملوك السابقين (القرن العشرين) ، رئيس حكومة، رأس الدولة، نائب الحاكم، رئيس البلدية، القادة العسكريين، الوزير (و الوزراء بالحقيبة أدناه)، ترتيب الأسبقية، النبلاء، الرئيس، رئيس الوزراء، مشاركو الرايخستاغ (1792) ، سكرتير الدولة.

## رؤساء المنظمات الدولية
- رئيس المجلس الأوروبي
- رئيس المفوضية الأوروبية
- أمين عام الأمم المتحدة
- المفوضية السامية للأمم المتحدة لشؤون اللاجئين
- صندوق النقد الدولي المديرون الإداريون
- مدير عام منظمة التجارة العالمية
- الأمين العام لحلف الناتو
- رؤساء الفيفا
- رؤساء اللجنة الأولمبية الدولية

## رؤساء الدول أو الحكومات

### إفريقيا

#### شرق إفريقيا
- بوروندي: حكام بوروندي
- جزر القمر:
  - حكام جزر القمر
  - سلاطين جزر القمر
- كينيا: حكام كينيا
- مدغشقر: حكام مدغشقر
  - ملوك مدغشقر (حتى 1897)
  - رؤساء مدغشقر الاستعماريون
  - قائمة رؤساء مدغشقر
- مالاوي (نياسالاند سابقًا، سابقًا محمية إفريقيا الوسطى البريطانية)
  - رؤساء دول مالاوي
  - رؤساء حكومة مالاوي
  - رؤساء مالاوي المستعمرة (نياسالاند)
    - حكام مالاوي
    - حكام نكامانغا
    - حكام أسرة نغوني في جيري (كيكو)
    - حكام سلالة نغوني الحاكمة في ماسيكو (جوماني)
- موريشيوس
  - ملكة موريشيوس
  - رؤساء موريشيوس
  - الحكام العامون لموريشيوس
  - رؤساء وزراء موريشيوس
- موزمبيق
  - رؤساء دول موزمبيق
  - رؤساء حكومة موزمبيق
  - رؤساء حكومة المقاومة الوطنية في موزمبيق
  - رؤساء مستعمرات موزمبيق
    - الرؤساء الاستعماريون لخليج ديلاغوا
- رواندا
  - ملوك رواندا
  - رؤساء رواندا
  - رؤساء وزراء رواندا
- سيشل
  - رؤساء سيشل
- تنزانيا
  - رؤساء تنزانيا
  - رؤساء وزراء تنزانيا
  - رؤساء زنجبار
  - رؤساء وزراء زنجبار
    - الحاكم العام لتنجانيقا
    - رؤساء تنجانيقا
    - سلاطين زنجبار
- أوغندا
  - المحافظين العامين لأوغندا
  - رؤساء أوغندا
  - رؤساء وزراء أوغندا
  - ملوك نكول  [لغات أخرى]‏
  - ملوك بوغندا
- زامبيا
  - رؤساء زامبيا
- زيمبابوي
  - أباطرة مونهوموتابا
  - رؤساء وزراء اتحاد روديسيا ونياسالاند
  - رؤساء وزراء روديسيا
  - رؤساء روديسيا
  - رؤساء زيمبابوي

#### القرن الأفريقي
- أرض البنط: رؤساء أرض البنط
- جيبوتي: حكام جيبوتي
- إريتريا: حكام إريتريا
- إثيوبيا: حكام إثيوبيا
- الصومال: رؤساء الصومال
- صوماليلاند: رؤساء صوماليلاند

#### وسط إفريقيا
- أنغولا
  - رؤساء دول أنغولا («انظر أيضًا:» رؤساء أنغولا  "بمعلومات خاصة بهذا المنصب )
  - رؤساء حكومة أنغولا ("" انظر أيضًا: "" رئيس وزراء أنغولا  "بمعلومات خاصة بهذا المنصب )
  - قائمة الوزراء الأنغوليين الحاليين
  - رؤساء أنغولا المستعمرون
    - رؤساء دول جمهورية أنغولا الديمقراطية الشعبية
    - رؤساء حكومات جمهورية أنغولا الديمقراطية الشعبية
    - رؤساء دول كابيندا
    - رؤساء حكومات كابيندا
    - رؤساء المستعمرات ورؤساء المقاطعات لكابيندا
- الكاميرون
  - رؤساء دول الكاميرون
  - رؤساء حكومة الكاميرون
  - الرؤساء الاستعماريون للكاميرون البريطانية (الكاميرون)
    - رؤساء حكومات الكاميرون البريطانية (الكاميرون)
    - رؤساء مستعمرات الكاميرون الفرنسية (الكاميرون)
    - رؤساء حكومات الكاميرون الفرنسية (الكاميرون)
    - رؤساء مستعمرات الكاميرون الألمانية (كاميرون)
    - الرؤساء الاستعماريون لخليج أمباس (مستعمرة فيكتوريا)
    - حكام بمون
    - حكام المندرة
- جمهورية افريقيا الوسطى
  - رؤساء دول جمهورية إفريقيا الوسطى (وإمبراطورية إفريقيا الوسطى)
  - رؤساء حكومات جمهورية إفريقيا الوسطى (وإمبراطورية إفريقيا الوسطى)
  - رؤساء المستعمرات لوسط أفريقيا (أوبانغي شاري)
- تشاد
  - رؤساء دول تشاد
  - رؤساء حكومة تشاد
  - رؤساء تشاد المستعمرون
    - حكام باغيرمي
    - حكام وداي

  - أباطرة كانم-بورنو
- الكونغو ، جمهورية الكونغو الديمقراطية (زائير / 'الكونغو-كينشاسا')
  - رؤساء دول جمهورية الكونغو الديمقراطية
  - رؤساء حكومات جمهورية الكونغو الديمقراطية
  - رؤساء دولة الكونغو الحرة
  - رؤساء الكونغو المستعمرة
    - حكام كاتانغا
    - حكام كوبا
    - حكام لوبا
    - حكام روند (لوندا)
    - حكام كاسونغو لوندا (ياكا)
    - حكام كونغو
    - كونغو

  - حكام كونغو
- الكونغو ، جمهورية (كونغو برازافيل)
  - رؤساء دول جمهورية الكونغو
  - رؤساء حكومات جمهورية الكونغو
    - الرؤساء المستعمرون لأفريقيا الاستوائية الفرنسية
- غينيا الإستوائية
  - رؤساء دول غينيا الاستوائية
  - رؤساء حكومة غينيا الاستوائية
  - الرؤساء الاستعماريون لغينيا الاستوائية (فرناندو بو / غينيا الإسبانية)
- غابون
  - رؤساء دول الجابون
  - رؤساء حكومة الجابون
  - رؤساء الغابون المستعمرون
    - حكام أورونجو
- ساو تومي وبرينسيبي
  - رؤساء ولايتي ساو تومي وبرينسيبي
  - رؤساء حكومتي ساو تومي وبرينسيبي
  - رؤساء حكومة إقليم برينسيبي
  - الرؤساء الاستعماريون لساو تومي وبرينسيبي

#### شمال إفريقيا
- الجزائر
  - الجمهورية الجزائرية الديمقراطية الشعبية
    - رؤساء دول الجزائر
    - رؤساء الحكومة الجزائرية («انظر أيضًا:» رؤساء وزراء الجزائر  "بمعلومات خاصة بهذا المنصب )

  - الجزائر الفرنسية (فرق فرنسية)
    - حكام الجزائر الفرنسيون

  - العثمانية ريجنسي الجزائر
    - الباشاوات والدايات العثمانيون ريجنسي الجزائر

  - تلمسان (غرب الجزائر) قبل العثمانيين
    - بنو زيان سلالة

  - الغربية إفريقية (شرق الجزائر) قبل العثمانيين
    - سلالة الحمادي
- مصر
  - حكام مصر
  - رؤساء الحكومة المصرية
  - رؤساء مصر المستعمرة
  - فرعون ق
  - السلالات المصرية
  - سلالة بحري مصر
  - سلالة برجي مصر
  - الأسرة الأيوبية
  - الخلفاء الفاطميون
  - ملوك سلالة محمد علي
- ليبيا
  - رؤساء ليبيا
  - رؤساء الحكومة الليبية
  - رؤساء ليبيا المستعمرون
    - رؤساء مستعمرات طرابلس
    - رؤساء الاستعمار في برقة
    - رؤساء فزان الاستعماريون

  - حكام إسبانيا و Hospitaller طرابلس
  - حكام ليبيا العثمانية
  - رؤساء الطريقة السنوسية
  - قيرواني: ملوك القيروانيين
- المغرب
  - قائمة حكام المغرب
  - رؤساء الحكومة المغربية
    - الوزراء الفرنسيين المقيمين في المغرب
    - المفوض السامي الإسباني في المغرب
    - مديري منطقة طنجة الدولية

  - سلالة العلويين
  - سلالة السعدي
  - السلالة الوطاسية
  - سلالة المرينيين
  - سلالة الموحدين
  - سلالة المرابطين
  - سلالة الإدريسيين
  - رؤساء الصحراء الغربية
- السودان (سابقًا الأنجلو مصري -)
  - رؤساء السودان
  - رؤساء وزراء السودان
  - رؤساء جنوب السودان
  - نواب رئيس جنوب السودان
  - ملوك مقرة
  - ملوك سنار
  - كوش
    - ملوك كوش
    - قائمة نواب الملك المصريين في كوش
- تونس
  - رؤساء تونس
  - رؤساء وزراء تونس
  - بايات تونس
  - السلالة الحفصية
  - السلالة الزيرية
  - أغلبية سلالة
  - قرطاج: ملوك قرطاج

#### الجنوب الأفريقي
- بوتسوانا
  - رؤساء دول بوتسوانا
  - رؤساء حكومات بوتسوانا
  - قائمة مفوضي Bechuanaland
    - حكام باكجاتلا
    - حكام باكوينا
    - Rulers of Balete (baMalete)
    - حكام baNgwaketse
    - Rulers of Bangwato (bamaNgwato)
    - حكام بارولونج
    - حكام باتوانا
    - حكام باتلوكوا
- ليسوتو
  - ملوك ليسوتو
  - رؤساء حكومات ليسوتو
- ناميبيا
  - رؤساء ناميبيا
  - رؤساء وزراء ناميبيا
- جنوب أفريقيا
  - قائمة ملوك بهاكا
  - قائمة ملوك هلوبي
  - قائمة ملوك مبوندو
  - قائمة ملوك Mpondomise  [لغات أخرى]‏
  - قائمة ملوك نديبيلي
  - List of Thembu Kings  [لغات أخرى]‏
  - قائمة ملوك Xhosa والرؤساء
  - قائمة ملوك الزولو
  - المحافظون العامون لجنوب إفريقيا
  - رئيس دولة جنوب أفريقيا
  - رؤساء وزراء جنوب إفريقيا
  - قادة الوطن:
    - رؤساء دول بوفوثاتسوانا
    - رؤساء دول سيسكي
    - رؤساء وزراء غازانكولو
    - رؤساء وزراء كنجواني
    - رؤساء وزراء كوانديبيلي
    - رؤساء وزراء كوازولو
    - رؤساء وزراء ليبوا
    - رؤساء وزراء قوا قوا
    - رؤساء حكومة ترانسكي
    - رؤساء دول ترانسكي
    - رؤساء دول فيندا

  - رئيس جنوب أفريقيا
  - رئيس جنوب إفريقيا الأول
- سوازيلاند
  - ملوك سوازيلاند
  - رؤساء حكومة سوازيلاند

#### غرب إفريقيا
- بنين (داهومي سابقًا)
  - رؤساء دول بنن
  - رؤساء حكومة بنن
  - رؤساء بنين الاستعماريين (داهومي وبورتو نوفو)
    - الرؤساء الاستعماريون لساو جواو بابتيستا دي أجودا
    - حكام هوغبونو (أجاش / بورتو نوفو)

  - دول باريبا (بورغو
    - حكام ولاية كاندي باريبا
    - حكام ولاية كواندي باريبا
    - حكام ولاية نيكي باريبا
    - حكام ولاية باريبا في باراكو

  - بربا
    - حكام ولاية بربا في جواندي

  - يقول إيوي
    - حكام ولاية أجوي

  - يقول فون
    - حكام ولاية فون بولاية ألادا
    - حكام ولاية فون دانهوم (أغبومي) (داهومي)
    - حكام ولاية فون سافي هويدا

  - تنص جورمانش
    - حكام ولاية جورمانش في جوجو (سوجو)

  - يقول ماهي
    - حكام ولاية ماهي فيتا
    - حكام ولاية ماهي في سافالو

  - ولايات اليوروبا
    - حكام ولاية داسا اليوروبا
    - حكام ولاية يوروبا إيتشا
    - حكام ولاية كيتو اليوروبا
    - حكام ولاية ساب يوروبا
- بوركينا فاسو (فولتا العليا سابقا)
  - رؤساء دول بوركينا فاسو
  - رؤساء حكومة بوركينا فاسو ( انظر أيضًا:  رئيس وزراء بوركينا فاسو ' بمعلومات خاصة بهذا المنصب')
  - رؤساء مستعمرات بوركينا فاسو (فولتا العليا)
  - قائمة حكام ليبتاكو
  - دول موسي: -
    - حكام ولاية موسي غورونسي
    - حكام ولاية موسي في غويريكو
    - حكام ولاية تينكودوغو موسي
    - حكام ولاية موسي في ووغودوغو
    - حكام ولاية ياتينغا موسي
    - حكام ولاية بيلانجا جورما موسي
    - حكام ولاية غورما موسي في بيلايانغا
    - حكام ولاية بونغانديني غورما موسي
    - حكام دولة كون جورما موسي
    - حكام ولاية غورما موسي بمكاكوالي
    - حكام ولاية نونغو غورما موسي
    - حكام ولاية غورما موسي في بييلا
- الرأس الأخضر
  - رؤساء دول الرأس الأخضر
  - رؤساء حكومة الرأس الأخضر ("انظر أيضًا:" رئيس وزراء الرأس الأخضر " بمعلومات خاصة بهذا المنصب )
  - الرؤساء الاستعماريون للرأس الأخضر
- ساحل العاج
  - رؤساء دول ساحل العاج
  - رؤساء حكومات ساحل العاج
  - رؤساء المستعمرات لساحل العاج
- غامبيا
  - رؤساء دول غامبيا («انظر أيضًا» الحكام العامين في غامبيا)
  - رؤساء حكومات غامبيا
  - رؤساء مستعمرات غامبيا
- غانا: حكام غانا
  - رؤساء دولة غانا
  - أباطرة غانا
- غينيا
  - رؤساء دول غينيا
  - رؤساء حكومة غينيا
  - رؤساء غينيا المستعمرة
- غينيا - بيساو
  - رؤساء دول غينيا - بيساو
  - رؤساء حكومة غينيا - بيساو
  - رؤساء غينيا البرتغالية المستعمرة
    - رؤساء بيساو الاستعماريون
    - رؤساء كاشيو الاستعماريون
- ليبيريا
  - رؤساء ليبيريا
  - وكلاء ومحافظو ليبريا
    - رؤساء مستعمرات ماريلاند
    - الرؤساء الاستعماريون لميسيسيبي
    - الرؤساء الاستعماريون لبورت كريسون وباسا كوف
- مالي (السودان الفرنسي السابق)
  - رؤساء دول مالي
  - رؤساء حكومة مالي
  - رؤساء مالي المستعمرون
  - أباطرة مالي، انظر «إمبراطورية مالي»
  - ملوك مالي، انظر «مانسا»
  - أباطرة Songhai ، انظر «إمبراطورية Songhai»
- موريتانيا
  - رؤساء دولة موريتانيا
  - رؤساء الحكومة الموريتانية
  - رؤساء مستعمرات موريتانيا
- النيجر
  - رؤساء دول النيجر
  - رؤساء حكومة النيجر
- نيجيريا
  - الحكام العامين لنيجيريا
  - رؤساء نيجيريا
  - رؤساء دول بيافرا
  - قائمة سلاطين سوكوتو
- السنغال
  - رؤساء السنغال
- سيرا ليون
  - الحكام العامون لسيراليون
  - رؤساء سيراليون
  - رؤساء حكومة سيراليون
- توجو
  - رؤساء دول توغو
  - رؤساء حكومة توغو

## روابط خارجية
- رؤساء الدول الحاليون
- Archontology ، بقلم أوليج شولتز
- الحكام، بقلم ب. شيميل - قوائم مفصلة (بما في ذلك القادة الإقليميون والدينيون) من عام 1700.
- رجال دول العالم، بقلم بن كاهون
- القادة السياسيون في العالم، بقلم روبرتو أورتيز دي زارات